# 보수천
보수천(寶水川)은 엄광산과 구덕산에서 발원하여 송도만(松島灣)으로 유입하는 하천이다.구덕천과 구덕저수지 쪽에서 흘러내린 물이 합류하여 이루어진 하천이다.
합류한 보수천은 동대신동을 흘러 검정 다리(지금의 흑교 교차로)에서부터 서구와 중구의 경계를 이루면서 3.8km를 흘러서 남항의 충무동 앞바다로 흘러든다. 이 물길로 인하여 부평동·토성동·보수동을 형성하였다.

## 이름의 유래
옛날에는 법수천(法水川) 또는 법수천(法首川)이라고 하였는데 19세기에 와서 보수천(寶水川)이라고 부르게 되었다 한다. 보수천(寶水川)·법수천(法水川)·법수천(法首川)은 모두 불교에서 나온 말이다.
조선시대 동래군 사하면과 부산면의 경계는 이 보수천으로 하였으며 보수천 하구유역을 부민포(富民浦)라 불렀다.

## 역사
개항(1876년) 전만 해도 호안정비와 바다가 매축되기 이전에는 지금의 토성상가가 있는 곳까지 바다였다. 그 무렵의 보수천은 침식곡을 빠져나온 물길이 홍수 때면 부평동쪽으로 돌자갈을 밀어붙여 부평동 터를 넓히는 결과가 되었다. 개항 이후 일본인들은 1890년 보수천 상류로부터 대에 홈을 파서 중구지역까지 물을 끌어 들였다. 그러나 불어나는 일본인은 그 죽관(竹管)의 물도 모자랐다.
1894년에는 보수천 상류에서 끌어들인 물을 대청동에 모아 대청동에서 배수를 하는 배수지를 설치하여 일본거류민에게 공급했다. 이 배수장치가 상수도장치이고 보면 비록 일본인의 필요에 의한 것이었지만 부산 상수도의 효시가 되었다. 보수천의 원류인 구덕산 계곡에 구덕수원지를 본격적으로 축조한 것은 1900년에서 1902년 사이의 일로 그 생산량은 1일 2천톤이나 되었다.
지금은 복개가 되어 외견상으로는 하천의 위치조차 분간하기 어렵지만 6.25전쟁 때 임시 수도 이전만 해도 물이 맑아 주위 주민들의 좋은 빨래터가 되었다.
길이 3.80km, 유역면적 8.17km2이다. 하천의 하류에는 넓은 충적지가 이루어져 있으며, 그곳에 서구 동대신동과 서대신동이 위치한다. 보수천을 따라 엄광산(504m)에 이르는 계곡 일대에는 동대신공원이 펼쳐지며, 구덕산(565m)에 이르는 계곡과 구덕고개는 경치가 아름답다.